# Madoutunnel
De Madoutunnel is een stedelijke tunnel voor het autoverkeer gelegen in de Belgische hoofdstad Brussel. De tunnel maakt deel uit van de Kleine Ring en loopt onder het Madouplein.
De tunnel bevat 2x2 rijstroken en heeft geen middenwand. Er zijn 2 noodnissen aanwezig (1 in elke rijrichting), maar geen noodtelefoons. Aan beide inritten kan de tunnel worden afgesloten door middel van een verkeerslicht. Boven iedere inrit is een elektronisch tekstbord aangebracht waarop maximaal 35 tekens kunnen worden weergegeven. Er is ook verlichting aanwezig in de tunnel, waarvan de intensiteit zich kan aanpassen aan de sterkte van het zonlicht bovengronds.
De tunnel wordt op afstand bewaakt door de operatoren van de 24-uurspermanentie MOBIRIS bij de Brusselse wegbeheerder Mobiel Brussel.
Annie Cordytunnel · Baljuwtunnel · Belliardtunnel · Boileautunnel · Deltatunnel · Georges Henritunnel · Hallepoorttunnel · Jubelparktunnel ·Koninginnetunnel · Kortenbergtunnel · Kruidtuintunnel · Kunst-Wettunnel · Louizatunnel · Madoutunnel · Montgomerytunnel · Naamsepoorttunnel · NAVO-tunnel · Pachecotunnel · Reyerstunnel · Rogiertunnel · Stefaniatunnel · Tervurentunnel · Troontunnel · Van Praettunnel · Vleurgattunnel · Wettunnel · Woluwetunnel